# 奥马尔坦
奥马尔坦（法語：Hommarting，法語發音：[ɔmaʁtɛ̃]；洛林法兰克语：Hummeding）是法国摩泽尔省的一个市镇，属于萨尔堡-萨兰堡区。

## 地理
奥马尔坦（48°44'19"N, 7°8'43"E）面积10.19 平方千米，位于法国大東部大區摩泽尔省，该省份为法国东北部内陆省份，是洛林的一部分，西南接默尔特-摩泽尔省，东临下莱茵省，北与卢森堡和德国接壤。
与奥马尔坦接壤的市镇（或旧市镇、城区）包括：阿尔兹维莱尔、布鲁维莱尔、贡茨维莱尔、尼代尔维莱尔、雷丹。
奥马尔坦的时区为UTC+01:00、UTC+02:00（夏令时）。

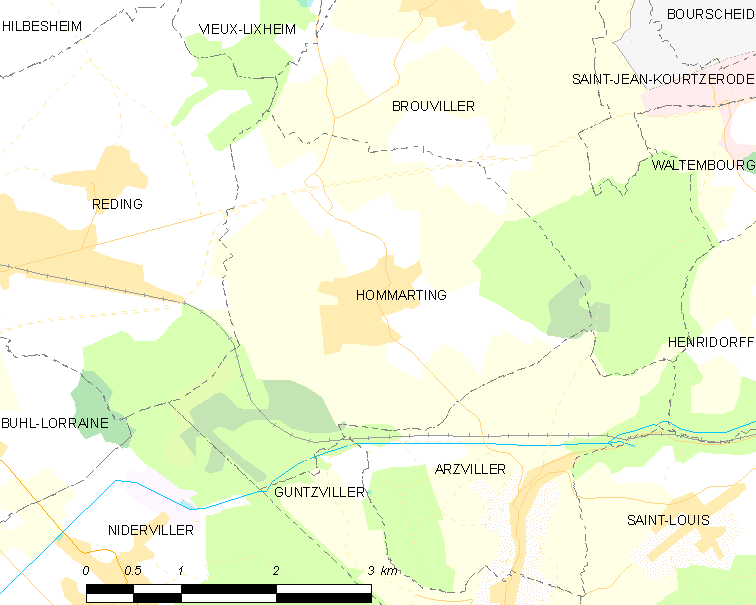
奥马尔坦的OSM定位图

## 行政
奥马尔坦的邮政编码为57405，INSEE市镇编码为57333。

## 政治
奥马尔坦所属的省级选区为萨尔堡县。

## 人口

1962-2008年间奥马尔坦人口变化图示

奥马尔坦于2022年1月1日时的人口数量为831人。